# نيكولاس ليدكيروود
نيكولاس ليدكيروود (16 يناير 1985 بليثبريدج في كندا - ) هو لاعب كرة قدم كندي في مركز الوسط. شارك مع منتخب كندا تحت 17 سنة لكرة القدم ومنتخب كندا تحت 20 سنة لكرة القدم ومنتخب كندا تحت 23 سنة لكرة القدم ومنتخب كندا لكرة القدم. أما مع النوادي، فقد لعب مع إف إس في فرانكفورت وإنيرجي كوتبوس وفيهين فيسبادن وميونخ 1860 ونادي دويسبورغ ونادي هاماربي لكرة القدم ونادي ادمونتون وSV Wacker Burghausen ‏ وCalgary Mustangs (USL) ‏ وSV Wehen Wiesbaden II ‏ وTSV 1860 Munich II ‏.

## وصلات خارجية
- نيكولاس ليدكيروود على موقع الاتحاد الدولي (مؤرشف)  (الإنجليزية)
- نيكولاس ليدكيروود على موقع قاعدة بيانات كرة القدم.إي يو (الإنجليزية)
- نيكولاس ليدكيروود على موقع بيانات كرة القدم. دي إي (الألمانية)
- نيكولاس ليدكيروود على موقع ناشيونال فوتبول تيمز (الإنجليزية)
- نيكولاس ليدكيروود على موقع Soccerway.com (الإنجليزية)
- نيكولاس ليدكيروود على موقع عالم كرة القدم.نت (الإنجليزية)